# Брудний Джон
«Брудни́й Джон» (англ. Dirty John) — американський кримінальний серіал, заснований на однойменному подкасті журналіста Кристофера Гоффарда (Christopher Goffard), який розповів історію Джона Мі́хана, що обманював багатих жінок, та жорстоко поплатився за це.
Серіал вийшов на каналі Bravo (США) 25 листопада 2018 року. Автор серіалу — Александра Каннінгем (Alexandra Cunningham), співпродюсери — Річард Сакл (Richard Suckle), Чарльз Ровен (Charles Roven), Марк Герцог (Mark Herzog), Крістофер Ковен (Christopher G. Cowen) та Кріс Аргентьєрі (Chris Argentieri).

## Сюжет
«Брудний Джон» — назва журналістського подкасту, публікація якого розпочалася 2 жовтня 2017 року на сайтах видань Wondery та Los Angeles Times. Журналіст Крістофер Гоффард розповів про соціопата і шахрая, одним із прізвиськ якого було «Брудний Джон». Подкаст викликав сильний резонанс, лише за перші півтора місяця його було звантажено понад 10 млн разів.
Основа подкасту і телесеріалу — стосунки Брудного Джона Міхана з бізнесменкою Деброю Ньюелл та її дітьми від попередніх шлюбів. Джон познайомився зі своєю жертвою через вебсайт, а потім протягом кількох тижнів одружився та за допомогою психологічних маніпуляцій змусив оплачувати своє шикарне життя. Діти Дебри не змогли примиритися з такою експлуатацією своєї матері, тому нахабна поведінка Джона призвела до трагічних наслідків — 20 серпня 2016 року смертельно поранений Джон Міхен був знайдений на даху будинку.

## У ролях

### 1 сезон
| Актор          | Роль            |
| -------------- | --------------- |
| Конні Бріттон  | Дебра Ньюелл    |
| Ерік Бана      | Джон Міхан      |
| Джуно Темпл    | Вероніка Ньюелл |
| Джулія Гарнер  | Терра Ньюелл    |
| Джин Смарт     | Ерлейн Гарт     |
| Джейк Абель    | Трей            |
| Кейко Аджена   | Ненсі           |
| Кевін Зегерс   | Тобі Селлерс    |
| Спрейг Грейден | Тоня Селлерс    |
| Джуді Реєс     | Верга           |
| Джон Гетц      | Двайт           |

### 2 сезон
| Актор            | Роль            |
| ---------------- | --------------- |
| Аманда Піт       | Бетті Бродерік  |
| Крістіан Слейтер | Ден Бродерік    |
| Рейчел Келлер    | Лінда Колкена   |
| Лілі Донох'ю     | Трейсі Бродерік |
| Емілі Бергл      | Марі Стюарт     |
| Джошуа Бассет    | Джон            |

## Український переклад
Українською мовою, одразу після виходу нових епізодів на каналі Bravo, серіал перекладається та озвучується студією DniproFilm (багатоголосий закадровий, за фінансової підтримки онлайн-казино).